# 坎順古
坎順古是西非國家畿內亞比紹的城鎮，由卡謝烏區負責管轄，位於該國西北部，2009年坎順古人口估計約11,600，其中5,801人是男性，5,799人是女性。